# Solhälsningen (yoga)

Solhälsningen (sanskrit: Surya Namaskara) är en serie rörelser som används inom yoga. 
Ursprungligen var rörelsemönster en hyllning till solen och utfördes så att man var vänd mot solen.

## Bakgrund
Solhälsningen är en välkänd sekvens av yogaövningar som hyllar solen. Ursprunget till denna praktik har varit föremål för akademisk diskussion och spekulation. Genom att utforska antika texter och epoker har forskare försökt att kasta ljus över dess historiska ursprung.
Vedaskrifterna, som dateras till 12:e till 10:e århundradet f.Kr., utgör en viktig källa för att förstå tidiga former av Solhälsningen. Dessa texter innehåller bland annat hymner där solen ofta prisas och anses vara en källa till hälsa och välfärd. Vissa forskare föreslår att den vediska ritualen att hälsa solen genom eldritualen kan ha samband med den moderna Solhälsningen.
En annan tidig referens till Solhälsningen finns i Ramayana, ett av Indiens stora epos. Berättelsen om Rama och Sita inkluderar scener där huvudkaraktärerna möter hinder och utmaningar som kräver styrka och beslutsamhet. En tolkning föreslår att Hanumans legendariska språng över oceanen kan vara en tidig form av Solhälsningen, där rörelsen symboliserar övervinnandet av hinder och strävan mot målet.
Ytterligare teorier om ursprunget till Solhälsningen inkluderar kopplingar till vedisk symbolik och tidiga former av Surya-dyrkan. Även om solen och dess symbolik har varit närvarande i olika kulturer och religioner genom historien, är det viktigt att skilja mellan dyrkan av solen och den specifika yogapraktiken Solhälsningen.
Sammanfattningsvis har historiska källor och tolkningar gett olika perspektiv på ursprunget till Solhälsningen. Även om dess exakta ursprung förblir föremål för debatt, fortsätter denna praktik att vara en viktig del av yogatraditionen och en symbol för hälsa, styrka och inre harmoni.

## Positioner
Solhälsningen kan byggas på med olika positioner men i dess grundutförande är rörelsemönstret följande:
1. Bergspositionen (sanskrit: tadasana)
2. Sträckta armar (sanskrit: urdvha hastasana)
3. Stående framåtfällning (sanskrit: uttanasana)
4. Halv stående framåtfällning (sanskrit: ardha uttanasana)
5. Plankan (sanskrit: phalakasana)
6. Fyrsidig stavposition (sanskrit: chaturanga dandasana)
7. Kobran (sanskrit: bhujangasana)
8. Nedåtgående hund (sanskrit: adho mukha svanasana)
9. Halv stående framåtfällning (sanskrit: ardha uttanasana)
10. Stående framåtfällning (sanskrit: uttanasana)
11. Sträckta armar (sanskrit: urdvha hastasana)
12. Bergspositionen (sanskrit: tadasana)